# Бриан Бретонский
Бриан Бретонский (фр. Brien de Bretagne, англ. Brian of Brittany; умер в 1086) — бретонский дворянин, участвовавший в покорении Англии войсками Вильгельма Завоевателя.

## Биография
Бриан был вторым (возможно, внебрачным) сыном графа Пентьевра Эда I. Точная дата рождения неизвестна, год рождения — примерно 1042. Считается, что Бриан вместе со своим братом Аланом Чёрным (англ. Alain Niger) возглавлял отряд бретонцев в составе армии Вильгельма Завоевателя во время битвы при Гастингсе в 1066 году.
Летом 1069 года войска Бриана и Алана нанесли поражение силам Годвина и Эдмунда, сыновей Гарольда II, прибывших из Ирландии с флотом из 64 кораблей. Позже в том же году Бриан и Вильям Фиц-Осберн были отправлены на помощь осаждённым английскими мятежниками Шрусбери и Эксетеру. Предотвратить взятие Шрусбери они не успели, но у Эксетера вылазка со стороны осажденных помогла Брайану и Вильгельму разгромить повстанцев.
Бриан получил во владение земли в Саффолке и Корнуолле.
В 1075 году Бриан Бретонский оставил Англию и вернулся в Бретань, где и прожил остаток своей жизни. Точная дата его смерти также неизвестна, но произошло это в 1086 году. Имения, оставшиеся после него, были переданы королём Вильгельмом Роберту де Мортену.
Бриан Бретонский считается возможным основателем замка Лонсестона, хотя британские историки склоняются больше к версии, что основателем замка стал следующий владелец Корнуолла, Роберт де Мортен.